# إد مرعب
إد مرعب (بالصينية: 埃德·米拉布) هو زعيم قيرغيزي مسلم قاد ثورة القيرغيز ضد حكومة سنجان التابعة لجمهورية الصين في عام 1932 في جبال تيان شان. ولكنه هُزِمَ، حيث تمكنت الحكومة الصينية بمساندة المسلمين الموالين لها من سحق الثورة، وشاركت القوات السوفييتية في سحق هذه الثورة.